# Alain Lercher
Alain Lercher, né en 1948 en Allemagne, est un haut fonctionnaire français, poète et écrivain.

## Biographie
Après des études à l'École normale supérieure et après avoir passé l'agrégation de lettres, Alain Lercher entre dans la vie active au Centre dramatique national de Toulouse. Il assure ensuite des fonctions d'enseignement à Paris, avant de prendre une nouvelle orientation.
En 2004, il est premier conseiller puis président assesseur à la cour administrative d'appel de Paris. Il passe ensuite quelques années au ministère des affaires étrangères. Il est également président de formation de jugement à la cour nationale du droit d'asile.
En parallèle, il écrit et publie. Deux recueils de poèmes, d'abord, aux Éditions Saint-Germain-des-Prés, en 1977 et 1980. Puis, en 1982 et 1985, chez Belin, deux ouvrages de philosophie, et, en 1990, des essais chez Gallimard (dans la collection « Le Chemin » de Georges Lambrichs), avant de rejoindre Verdier.
La publication de son livre Les Fantômes d'Oradour a retenu l'attention. Un de ses textes inédits a servi de trame à la réalisation d'un reportage sur le même sujet, Oradour-sur-Glane : récit d'un massacre, long format numérique consultable sur les sites du réseau France Télévisions.
Il a également publié dans La Nouvelle Revue française ou dans la revue Théodore Balmoral.

## Œuvres
- Aventure, poèmes, Éditions Saint-Germain-des-Prés, 1977
- Suite, poèmes, Éditions Saint-Germain-des-Prés, 1980
- La Liberté, Belin, 1982
- Les Mots de la philosophie, Belin, 1985
- Géographie, Gallimard, 1990
- Le Dos, Verdier, 1992
- Prison du temps, Verdier, 1996
- Les Fantômes d’Oradour, Verdier, 2008
- Le Jardinier des morts, Verdier, 2015[1]
- Gertrud Kolmar, la poétesse assassinée, essai, L'Harmattan, 2024

### Sources
- Fiche d'Alain Lercher sur le site de la Maison des écrivains et de la littérature
- Fiche d'Alain Lercher sur le site des éditions Verdier
- Une liste de critiques des publications d'Alain Lercher sur le site des éditions Verdier (dont La Croix, Télérama, Libération, L'Humanité, L'Événement du Jeudi)